# Anaxagorea manausensis
Anaxagorea manausensis là loài thực vật có hoa thuộc họ Na. Loài này được Timmerman mô tả khoa học đầu tiên năm 1984.